# Fédération grenadienne de football
La Fédération de Grenade de football (Grenada Football Association (en) GFA) est une association regroupant les clubs de football de Grenade et organisant les compétitions nationales et les matchs internationaux de la sélection de Grenade.
La fédération nationale de Grenade est fondée en 1924. Elle est affiliée à la FIFA depuis 1978 et est membre de la CONCACAF depuis 1976.